# PlatineDispositif
PlatineDispositif（プラチネ ディスポジティフ）は、同人サークルである。かつては同人誌やCG集を制作・頒布しており、他サークルが制作したゲームの原画を担当したこともある。現在は同人ゲーム（主にシューティングゲームやアクションゲーム）を制作・頒布している。メンバーは紫雨陽樹（むらさめ えいじゅ）一人で、声優などを除いたほとんどの制作作業を一人でこなしている。肩書は同人サークルでこそあるが半商業的な進出もしており、「DicingKnight.(2004年)」、「チェルのブ(2016年)」、「メイドさんを右にミ☆(2021年)」など一般ハード上での販売実績を持つ。過去に「公式HP名：紫雨飯店」「団体名：PlatineDispositif」という表記で活動していたため「PlatineDispositif(紫雨飯店)」と併記していた時期があったが、他メディアからの誤表記が目立ったため現在では「紫雨飯店」表記を取り下げている。

## 作品
Gundemonium（2003年9月）
横スクロール型シューティングゲーム。公式ではGundeadliGneの解説において「爆速横スクロールSTG」とされている。Windows専用ソフト。
ジャバウォックの花嫁（2004年3月）
トップビュー型アクションゲーム。Windows専用ソフト。
現在はオンラインリリース版が公開されている。
DicingKnight.（2004年5月）
トップビュー型アクションゲーム。公式では「戦略的はらぺこアクション」とされている。
ワンダースワンカラー・スワンクリスタル専用ソフトで、同ハード最終ソフト。
ワンダーウィッチでのソフトコンテスト「WWGP2002」。でグランプリを受賞した作品をベースとしている。
GundeadliGne（2004年8月）
横スクロール型シューティングゲーム。Windows専用ソフト。「Gundemonium」の続編。「ガンデッドライン」と読む。
2011年9月に「Gundemonium Recollection」「ヒトガタハッパ」とともにSteamで配信された。
メイドさんを右に（2004年12月）
横スクロール型アクションゲーム。Windows専用ソフト。
同サークルの作品の中でも高難易度・即リトライに特化した作品。
王立エドマエンジン（2005年3月）
クォータービュー型弾幕系シューティングゲーム。Windows専用ソフト。
ヒトガタハッパ（2005年8月）
縦スクロール型弾幕系シューティング。Windows専用ソフト。「Gundemonium」「GundeadliGne」の数十年前という設定。
STARLEAF（2006年2月）
STARLEAF Z（2006年2月）
STARLEAF YO（2006年2月）
縦スクロール型弾幕系シューティングゲーム。Windows専用ソフト。公式サイトの雑記「WORDSLOG」にて配布。「ヒトガタハッパ」の外伝的作品。「STARLEAF」のバージョンアップ版が「STARLEAF Z」、さらに「Z」のバージョンアップ版が「STARLEAF YO」である。現在は「YO」のみオンラインリリースで入手可能。
チェルシーさんは7の魔神をブッ殺さねばならない。（2006年8月）
サイドビュー型アクションゲーム。公式では「探索型アクションっぽい時間いじりゲーム」と紹介されている。Windows専用ソフト。コミックマーケット（以下C）70にて初頒布。通称「チェルのブ」。
2013年9月にSteamで配信される。
だんデらいよん（2006年12月）
Windows専用ソフト。公式では「スターダストアクションゲーム」と紹介されている。自機をマウスで操作する。C71にて初頒布。
Gundemonium Recollection（2007年8月）
横スクロール型シューティングゲーム。Windows専用ソフト。C72にて初頒布。ストーリーはGundemoniumの直後、システムはGundemoniumをベースに機体や武装やルールを大幅に追加したものとなっている。画像や音楽は高解像度化や新曲追加などが行われている。
スペース大納言(仮)・(改)（2007年12月、2008年8月）
Windows専用ソフト。C74にて初頒布。ハートフルダイナマイトアクションゲーム
Ver. 1.03からはスペース大納言(改)に名称が変わった。
Gundemonium Collection（2010年8月）
ヒトガタハッパ、GundeadliGne、Gundemonium Recollectionをまとめたもの。北米PC版も発売され、北米PSN配信ソフトとしても供給されている。
りーふせいじん☆あたっく（2009年4月）
Windows専用ソフト。惑星防衛デュアルシューティングゲーム
現在は公式サイトにてオンラインリリース版が頒布されている。
MagicalHarvest（2008年4月）
Windows専用ソフト。2000年頃にWonderSwan用自作ソフト環境WonderWitch上で制作したゲームをWindows上に移植し直したもの。
現在は公式サイトにてオンラインリリース版が頒布されている。
冥宮惑星desParaiso（2009年8月）
ダンジョンアタックRPG。Windows専用ソフト。C76にて初頒布。公式では「メイドさんと2.5Dダンジョンに潜ってキャッキャウフフするRPG(健全)」と紹介されている。
PlatineDispositif初のRPG。
紫雨空想遊戯大全甲型（2010年8月）
紫雨空想遊戯大全乙型（2009年12月）
過去に頒布されたゲームをまとめたもの。甲型には「GundeadliGne」「ヒトガタハッパ」「Gundemonium re:collection」、乙型には「メイドさんを右に」「王立エドマエンジン」「チェルシーさんは7の魔神をブッ殺さねばならない。」をそれぞれ収録している。
BLOODVANE（2011年8月）
横スクロール型シューティングゲーム。Windows専用ソフト。C80にて初頒布。
異法少女マガツヒ/弐式（2011年12月）
擬似3Dスクロールシューティングゲーム。Windows専用ソフト。C81にて初頒布。BLOODVANEと世界観を共有する。
ジャバウォックの花嫁ExtendedEdition（2012年12月）
トップビュー型アクションゲーム。Windows専用ソフト。ジャバウォックの花嫁の復刻版。
ボーナストラックとして「だんデらいよん」「スペース大納言(改)」を収録。
Fallendom（2013年12月）
トップビュー型アクションゲーム。Windows専用ソフト。C85にて初頒布。
公式では「ダイスロールアクションゲーム」とされている。
_____（2014年12月）
縦スクロール型シューティングゲーム。Windows専用ソフト。C87にて初頒布。
未知の文字体系で書かれたようなタイトルとなっているが「読み方があるなら最初からその読み方をカタカナ等で書いたタイトルにすればいいのであって、あえてそうしていないこのタイトルに読み方とかありません」と作者が明言している。
Biblinthus（2015年8月）
Windows専用ソフト。手動生成ダンジョンゲーム。C88にて初頒布。
BeyondFallendom（2015年12月）
トップビュー型アクションゲーム。Windows専用ソフト。C89にて初頒布。
Fallendomの拡張版に相当するもので、多数の新装備・スキル及びストーリーを追加し、大幅なシステムの改良とバランス調整を施したものとなっている。
チェルシーさんは7の魔神をブッ殺さねばならない。（2016年8月）
サイドビュー型アクションゲーム。PlayStation Vita/PlayStation 4専用ソフト。
2006年に頒布した同名作品のリメイク作品。グラフィック・BGMの刷新に加え、自機強化などの救済要素が追加されている。
GUNDEMONIUMS（2018年2月）
横スクロール型シューティングゲーム。PlayStation Vita/PlayStation 4専用ソフト。
Gundemonium Recollectionに追加要素を実装して移植したもの。
メイドさんを右にミ☆ SUPERZANGYURA（2021年6月）
横スクロール型アクションゲーム。Nintendo Switch/PlayStation Vita/PlayStation 4用ソフト。
「メイドさんを右に」のリメイク作品。タイトルの「ミ☆」は「シューティングスター」と読む。
PlayStation Vitaのハード最終ソフト。
2016年の「チェルのブ」リメイクと同様、グラフィック・BGMの刷新に加え、自機強化などの救済要素が追加されている。

## メンバー

### 紫雨陽樹 (AEjuMurasame)
プログラム、シナリオ、作画、作曲などを担当。またイラストレーターとして小説の挿絵などの仕事を請け負ったこともある。
商業作品
- Adobe Photoshopで描くデジタル・イラストレーション（工学社刊、2001年3月）
- 狼面司祭（ビーストプリースト） 1～3巻 （秋津透著、ファミ通文庫、エンターブレイン刊） - 表紙・挿絵を担当。

同人作品 （PlatineDispositif 以外）
- 大娘打時代（だいぎゃるだじだい）（制作：re-Birth FACTORY） - 作画を担当。
- 美少女スロットタイピング（制作：re-Birth FACTORY） - 作画を担当。
- 大娘打革命（だいぎゃるだかくめい）（制作：re-Birth FACTORY） - 作画を担当。
- 元禄討魔伝（げんろくとうまでん）（制作：re-Birth FACTORY） - 作画を担当。
- 黄昏酒場 ～Uwabami Breakers～（制作：呑んべぇ会）- キャラクターグラフィックスを担当。

開発協力
- この素晴らしい世界に祝福を！Attack of the Destroyer(2017年)
- ファミコレACT ユーノの大冒険(2019年)
- この素晴らしい世界に祝福を！カズマの飛び出せ大冒険(2020年)